# Kloster Fontainejean
Das Kloster Fontainejean (lat. Fons Johannis) ist eine ehemalige Zisterzienserabtei in der Gemeinde Saint-Maurice-sur-Aveyron im Département Loiret, Region Centre-Val de Loire, in Frankreich, in der Landschaft Gâtinais. Das Kloster liegt rund 27 km südöstlich von Montargis am Aveyron, einem kleinen Zufluss des Loing.

## Geschichte

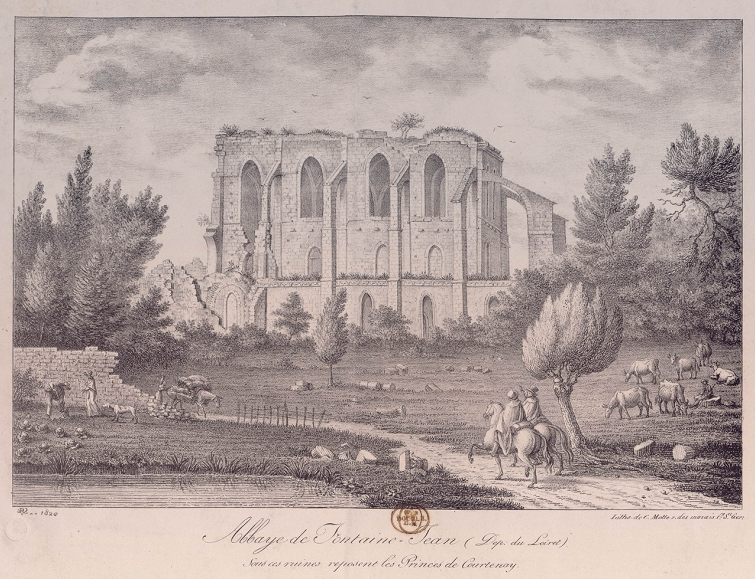
Stich der Klosterruine (1820)

Das Kloster wurde 1124 auf Wunsch von Milon de Courtenay (der bereits die Gründung des Klosters Les Echarlis veranlasst hatte und dessen Familie mehrere Kaiser und Titularkaiser des Lateinischen Kaiserreichs stellte) in einem einsamen Tal als Tochter der Primarabtei Pontigny gegründet. Das Kloster wurde zur Grabstätte – analog Saint-Denis für die königliche Familie – der Familie de Courtenay. 1184 wurde der spätere Erzbischof von Bourges, der später heiliggesprochene Wilhelm von Donjeon, Abt des Klosters. Die Trockenlegung der feuchten Örtlichkeit war für das Kloster mühsam. Gleichwohl wurde ein bedeutender Aufschwung in der Landwirtschaft erreicht, dies vor allem durch die Klostergrangien Loisy, la Breuille, Chevaux, Perthuis, les Deux-Forêts, la Tuilerie, Tourteville, la Croix-Lambert und andere, sowie 16 Teiche. Dem Kloster entstammten mehrere Bischöfe und Erzbischöfe. 1562 wurde die Abtei durch protestantische Truppen eingenommen, wobei die Klosterkirche aus dem 13. Jahrhundert zur Ruine wurde. In der Französischen Revolution wurde die Mönchsabtei 1791 aufgelöst. Der erhalten gebliebene Chor wurde zwischen 1822 und 1834 abgebrochen.

## Bauten und Anlage
Von der 84 m langen und 30 m hohen Kirche sind ein Teil des linken Querhauses mit den Kapellen und eine Wand des Chors erhalten. Auch steht noch ein Teil der Klostergrangie aus dem 13. Jahrhundert.